# Queyssac-les-Vignes
Queyssac-les-Vignes település Franciaországban, Corrèze megyében. Lakosainak száma 235 fő (2022. január 1.). Queyssac-les-Vignes Bilhac, Sioniac, Végennes és Bétaille községekkel határos.

## Népesség
A település népességének változása:
| Lakosok száma | 253  | 213  | 191  | 187  | 220  | 205  | 203  | 210  | 222  | 235  |
|               | 1968 | 1982 | 1990 | 2006 | 2013 | 2015 | 2017 | 2019 | 2020 | 2022 |